# 白石镇 (云浮市)
白石镇，是中华人民共和国广东省云浮市云安区下辖的一个乡镇级行政单位。

## 行政区划
白石镇下辖以下地区：
白石社区、白石村、民福村、民安村、横迳村、云磴村、西圳村、石底村、东圳村和东星村。